# Greške u zavarenim spojevima
Greške u zavarenim spojevima nastaju kao i svaki tehnološki postupak, jer nose stalnu opasnost od nastajanja određenih grešaka. S obzirom na veliki broj utjecajnih čimbenika na kvalitetu zavarenih spojeva, na tu je opasnost potrebno obratiti posebnu pozornost kako pri izradi zavarene konstrukcije, tako i u njenoj primjeni. Postoje različite klasifikacije grešaka u zavarenim spojevima, a jedna od njih je sljedeća (EN 26520): greške u zavarenim spojevima koje mogu nastati u izradi i greške u zavarenim spojevima koje mogu nastati u primjeni (izradi).
Greške u zavarenim spojevima, prema preporukama Međunarodnog instituta za zavarivanje, svrstane su u šest osnovnih grupa, sukladno normi EN 26520:1992.: 
- pukotine (oznaka 100),
- poroznosti (oznaka 200),
- uključine (oznaka 300),
- nedovoljno protaljivanje (oznaka 400),
- nepravilnost oblika (oznaka 500) i
- ostale greške (oznaka 600).

## Vrste grešaka u zavarenim spojevima
Greške u zavarenim spojevima koje nastaju u izradi mogu se podijeliti s obzirom na:
- Uzrok nastajanja grešake: konstrukcijske greške, metalurške greške i tehnološke greške;
- Vrstu grešake: plinski uključci, uključci u čvrstom stanju, naljepljivanje, nedostatak provara, pukotine i greške oblika i dimenzija;
- Greške položaja: unutrašnje greške, površinske i podpovršinske greške i greške po cijelom presjeku;
- Greške po obliku: kompaktne greške, izdužene greške, oštre greške (jako izraženo zarezno djelovanja), zaobljene greške (manje izraženo zarezno djelovanje), ravninske greške (može se zanemariti treća dimenzija greške) i prostorne greške (uzimaju se u obzir sve tri dimenzije greške);
- Greške po veličini: male greške, greške srednje veličine i velike greške;
- Greške po brojnosti: pojedinačne greške, učestale greške i gnijezdo grešaka.

Prema Američkom udruženju inženjera strojarstva (ASME), udio pojedinih grešaka je sljedeći: 41% se odnosi na uvjete rada (tehnološke greške), 32% se odnosi na grešku zavarivača, 12% se odnosi na pogrešni postupak zavarivanja, 10% na pogrešne elektrode i 5% na lošu pripremu zavarenog spoja (loša obrada utora za zavarivanje).

### Konstrukcijske greške
Konstrukcijske greške nastaju zbog lošeg konstrukcijskog oblikovanja zavarene konstrukcije (npr.zavarivanje u nepristupačnom i skučenom prostoru, loše oblikovanje detalja na zavarenoj konstrukciji sa stajališta dinamičke izdržljivosti, i drugo).

### Metalurške greške
Metalurške greške vezane su uz metalurške, termodinamičke i hidrodinamičke pojave koji prate postupak taljenja materijala, kristalizacije i hlađenja zavarenog spoja. Greške ovog tipa mogu biti različite vrste pukotina, pore, uključci, troska, previše zakaljena struktura i dr.

### Tehnološke greške
Tehnološke greške posljedica su loše propisane tehnologije zavarivanja ili što je češći slučaj u praksi, a to je da se kvalitetno propisana tehnologija zavarivanja ne provodi u potpunosti pri zavarivanju konstrukcije. Da bi se osiguralo provođenje propisane tehnologije zavarivanja kod odgovornijih zavarenih konstrukcija, često puta je potreban nadzor (interni i/ili eksterni) i praćenje kako stabilnosti postupka zavarivanja, tako i kvalitete rada pojedinih zavarivača i pogona. Najčešće greške iz ove skupine su: zajede, naljepljivanja, nedostatak provara, prokapljine, krateri, neodgovarajuće dimenzije zavarenog spoja i konstrukcije, prevelike deformacije i napetosti itd.

### Pukotine
Daleko najopasnije greške u izradi zavarenih konstrukcija su pukotine, a one mogu biti:
- hladne pukotine (engl. Cold cracking),
- tople pukotine (engl. Hot cracking),
- pukotine zbog naknadne toplinske obrade (engl. Post weld heat treatment cracking) i
- pukotine zbog slojastog ili lamelarnog odvajanja (engl. Lamelar tearing).

Kada se radi o površinskim pukotinama i pukotinama kroz cijeli debljinu lima, pokazalo se da se najbolje otkrivaju metodom penetrantskog ispitivanja i magnetskom kontrolom (uz obaveznu vizualnu kontrolu prije svih kontrola, pomoću odgovarajućih povećala i osvjetljenja). Pukotine u unutrašnjosti lima mogu se otkriti ultrazvučno metodom. Globalno gledajući, u praksi se najčešće susreću hladne pukotine, ali se jednako ozbiljno trebaju shvatiti i ostale pukotine, jer svaka pukotina u uvjetima koji pogoduju širenju pukotine može dovesti do otkaza zavarenog spoja ili proizvoda u eksploataciji.

#### Hladne pukotine
Hladne pukotine nastaju pri hlađenju zavarenog spoja na temperaturi ispod 200 ºC, a čak mogu nastati i nekoliko dana nakon zavarivanja, pa su tako u tom slučaju dobile naziv "zakašnjele" hladne pukotine. Kontrolu kvalitete metodama bez razaranja na zavarenim konstrukcijama potrebno je provoditi barem 48 sati nakon zavarivanja (to se smatra inkubacijskim periodom nastajanja zakašnjelih hladnih pukotina), kod čelika koji pokazuju sklonost prema nastajanju hladnih pukotina. Hladne pukotine mogu nastati u zoni taljenja i u zoni utjecaja topline, a mogu biti orijentirane u smjeru uzdužne osi zavarenog spoja, okomito ili pod nekim kutom u odnosu na uzdužnu os zavarenog spoja. Tri su osnovna uzroka nastajanja hladnih pukotina, a to su:
- sklonost materijala prema zakaljivanju (ocjenjuje se preko različitih eksperimentalno dobivenih formula za ekvivalent ugljika),
- postojanje zaostalih napetosti (mogu se mjeriti jednom od tenzometrijskih metoda ili procjenjivati s obzirom na debljinu materijala, oblik i položaj zavarenog spoja na konstrukciji, gustoći toplinskog toka i količini unešene energije) i
- količina difuzijskog vodika (može se eksperimentalno odrediti, npr. glicerinskom metodom).

#### Tople pukotine
Tople pukotine nastaju pri kristalizaciji i hlađenju zavarenog spoja na relativno visokim temperaturama (npr. kod čelika od temperature kristalizacije do približno 900 °C), odnosno temperatura skrutnjavanja mogućih prisutnih nečistoća u zavarenom spoju, a koje su u uvjetima naprezanja zbog hlađenja zavarenog spoja osnovni uzročnik nastajanja toplih pukotina. Ove pukotine mogu nastati u zoni utjecaja topline, ali isto tako i u zoni taljenja zavarenog spoja. Za razliku od hladnih pukotina gdje je prijelomna površina svjetlija, kod toplih pukotina prijelomna površina je tamna (zbog oksidacije površine pukotine na visokim temperaturama). Postoje dvija osnovna tipa toplih pukotina: kristalizacijske i podsolidusne (likvacijske) pukotine.

#### Lamelarno odvajanje ili slojasto trganje
Lamelarno odvajanje ili slojasto trganje nastaje u zoni utjecaja topline i obično se dalje širi na osnovni materijal, a posljedica je postojanja nehomogenosti u osnovnom materijalu i djelovanja naprezanja zbog topline unešene zavarivanjem. Lamelarno odvajanje može nastati i kod debljih, ali isto tako i kod tanjih limova koji imaju strukturne nehomogenosti. Te su nehomogenosti valjanjem dospjele u sredini lima, a kod djelovanja naprezanja (okomito na smjer rasprostiranja nečistoća) zbog hlađenja i skupljanja zavarenog spoja i materijala u području utjecaja toline, dolazi do slojastog trganja. Ove se pukotine mogu pojaviti kod neumirenih i poluumirenih čelika. Prisutnost nehomogenosti može se pokazati Baumannovim testom. Ako se zna da postoji sklonost osnovnog materijala prema lamelarnom odvajanju i ako ne postoji mogućnost zamjene odgovarajućim materijalom koji nema sklonost prema lamelarnom odvajanju, moguće je uz odgovarajuću tehnologiju zavarivanja, kontrolu i osiguranje kvalitete smanjiti vjerojatnost nastajanja lamelarnog odvajanja.

#### Pukotine zbog naknadne toplinske obrade
Pukotine zbog naknadnog zagrijavanja ili naknadne toplinske obrade zavarenog spoja najčešće nastaju u tzv. niskotemperaturnom području zbog prevelike brzine zagrijavanja (kada postoji preveliki gradijent temperature u odnosu na površinu i sredinu zavarenog spoja) i pri naglom hlađenju zavarenog spoja (također prevelik gradijent temperature na površini lima u odnosu na sredinu lima). Poseban tip pukotina otkriven je ispod platiranog sloja, pa je po tome dobio i naziv. Ovaj je tip pukotina sasvim slučajno otkriven kod čelika koji su platirani navarivanjem elektrolučnim zavarivanjem pod zaštitnim praškom.

### Poroznost
Poroznost u zavarenim spojevima nastaje od: zaostalog plina tijekom zavarivanja, a mogu biti i posljedica nečistoća na površinama zavarivanog spoja; vlažnosti; lošeg izvođenja zavarivanja, i drugo. Sukladno normama, ova se grupa grešaka označava s 201, a ovisno o njihovom rasporedu i položaju, ta se oznaka dopunjuje, pa imamo: 20ll, ako se radi o lokalnoj plinskoj pori; 2012, ako se radi o jednoliko rasporedenim plinskim porama; 2013, ako se radi o skupini plinskih pora; te 2014, ako se radi o linijskom nizu pora.

### Uključine
Razne uključine posljedica su zaostajanja nečistoća i drugih neistaljenih čestica u metalu šava, a to mogu biti: uključine troske, uključine praška, uključine oksida i drugo. Neke su od tih uključina, a posebice uključine troske, posljedica lošeg kontroliranja taljenja ili vođenja izvora topline, te slabog čišćenja troske s površine prethodno nanesenog zavara, što je inače tipična greška u radu slabijih zavarivača. Uključine se označavaju s osnovnom oznakom 300, dok se npr. uključine troske označavaju s 301. Ovisno o rasporedu i položaju uključine troske, označavaju se nadalje s: 3011, ako se pojavljuju u nizu; 3012, ako se pojavljuju pojedinačno; te 3013, za ostale pojave uključina.

### Nedovoljno protaljivanje
Nedovoljno protaljivanje javlja se između metala zavara i osnovnog metala, odnosno između pojedinih zavara u šavu, a posljedica su loše tehnike rada zavarivača, premale jakosti struje zavarivanja, nečistoća zaostalih na mjestu spajanja, i drugo. U tu se skupinu pogrešaka ubrajaju: 401, nedovoljno protaljivanje bočne podloge zavara, tj. osnovnog metala,  nedovoljno uvarivanje između pojedinih zavara u šavu; te 402, pogreške nedovoljnog protaljivanja u korijenu šava.

### Nepravilnost oblika
U ovu se grupu svrstavaju razne nepravilnosti oblika lica i naličja šava: ugorine ili zajedi, veliko nadvišenje lica šava, nepravilan kut prijelaza površine šava na osnovni metal,  nedovoljno ispunjen žlijeb, nepravilnosti površine šava, udubljenja na korijenoj strani šava,  loše izvedeni nastavci zavara i drugo. Greške iz ove grupe razvrstane su pod oznakom 500, a njihove posebnosti označavaju se na sljedeći način: 501 za ugorine odnosno rubne zajede,  502 za veliko nadvišenje šava sučeljnog spoja, 503 za veliko nadvišenje šava kutnog spoja,  504 za veliko nadvišenje korijenog zavara, 505 za mali kut prijelaza površine šava na osnovni metal, 506 za preklop metala šava na površinu osnovnog metala, 507 za paralelni pomak ravnina elemenata sučeljnog spoja, 508 za kutno odstupanje elemenata sučeljnog spoja, 509 za ulegnuće površine zavara, 510 za rupe u zavaru nastale progaranjem ili protaljivanjem, 511 za preniski pokrivni sloj ili popunu zavara, itd.

#### Ugorine
Ugorine odnosno rubni zajedi, predstavljaju nedostatke u obliku udubljenja na rubovima šava, koja nastaju kao posljedica: velike jakosti struje zavarivanja, korištenja elektroda prevelikog promjera u odnosu na veličinu žlijeba, nepravilnog vođenja vrha elektrode, predugačkog električnog luka, i drugo.

#### Veliko nadvišenje šava
Veliko nadvišenje šava nastaje uobičajeno kao posljedica: premale jakosti struje zavarivanja, loše odabranog promjera elektrode, velike brzine napredovanja električnog luka, i drugo.

#### Nedovoljno popunjen žlijeb
Nedovoljno popunjen žlijeb i razne nepravilnosti površine šava nastaju kao posljedica slijevanja rastaljenog metala, a uzrok može biti u velikom taljenju osnovnog metala ili nedovoljnoj količini dodatnog materijala.

### Ostale greške
Svi ostali nedostaci označavaju se s osnovnom oznakom 600. To su npr.: 601 - mjestimična oštećenja površine osnovnog metala uz rub šava, nastala kao posljedica velikog njihanja elektrode, odnosno bočnog otklanjanja električnog luka; 602 - onečišćenje raspršenim kapljicama metala; 603, 604 i 605 - razna površinska oštećenja osnovnog metala ili metala zavara; te 606 - smanjenje debljine zavarenog spoja nastalo brušenjem ili drugim doradama.